# Долење Камење при Добрничу
Долење Камење при Добрничу (словен. Dolenje Kamenje pri Dobrniču) је насељено место у општини Требње, регија Југоисточна Словенија, Словенија.

## Историја
До територијалне реорганизације у Словенији било је у саставу старе општине Требње.

## Становништво
У попису становништва из 2011. године, Долење Камење при Добрничу имало је 16 становника.
| Број становника према пописима | Број становника према пописима | Број становника према пописима |
| ------------------------------ | ------------------------------ | ------------------------------ |
| 1991                           | 2002                           | 2011                           |
| 18                             | 14                             | 16                             |

Напомена: До 1953. исказивано под именом Долење Камење.